# Dennis Sullivan (matematyk)
Dennis Parnell Sullivan (ur. 12 lutego 1941 roku w Port Huron) – amerykański matematyk, laureat Nagrody Abela z 2022 roku. Specjalizuje się w topologii, geometrii i układach dynamicznych.

## Życiorys
Urodził się 12 lutego 1941 roku w Port Huron, ale po rozwodzie rodziców w 1946 roku zamieszkał z matką w Houston. W szkole średnie niespecjalnie przykładał się do nauki. Po jej ukończeniu rozpoczął studia na Uniwersytecie Rice'a, chociaż jego nauczyciel uważał, że nie nadaje się na tę uczelnię. Początkowo studiował chemię, ale na drugim roku zmienił ją na matematykę. Po ukończeniu studiów licencjackich na Uniwersytecie Rice'a w 1963 roku, kontynuował naukę na Uniwersytecie Princeton. W 1966 roku uzyskał tam stopień doktora na podstawie rozprawy Triangulating Homotopy Equivalences, przygotowanej pod kierunkiem Williama Browdera.
Po uzyskaniu doktoratu prowadził badania na University of Warwick, Uniwersytecie Kalifornijskim w Berkeley, Massachusetts Institute of Technology i Université Paris-Sud. W 1974 roku został profesorem w Institut des hautes études scientifiques (IHÉS), gdzie pracował do roku 1996 (od 1981 roku na części etatu). W 1981 roku Sullivan został zatrudniony w City University of New York (CUNY), a w 1996 roku w Stony Brook University (pozostając na części etatu w CUNY).
Na kilku amerykańskich uczelniach wypromował łącznie ponad 40 doktorów, w tym laureata Medalu Fieldsa - Curtisa McMullena.

## Publikacje i osiągnięcia
Autor ponad 130 artykułów. Publikował je m.in. w  „Topology”, „Journal of Differential Geometry”, „Publications Mathématiques de l'IHÉS”, „Bulletin of the American Mathematical Society”, „Journal of Topology”, „Duke Mathematical Journal” oraz najbardziej prestiżowych czasopismach matematycznych świata: „Annals of Mathematics”, „Acta Mathematica" i „Inventiones Mathematicae”. Wśród jego współpracowników i współautorów prac byli m.in. Pierre Deligne, Michael Atiyah, Alain Connes, Phillip Griffiths, William Thurston, Simon Donaldson, Curtis McMullen oraz miliarder Jim Simons. Napisał też dwie prace z żoną i jedną z synem.
Sullivan znacząco przyczynił się do rozwoju topologii, wprowadzając nowe idee i pojęcia, dowodząc przełomowych twierdzeń, potwierdzając stare hipotezy oraz formułując nowe problemy. Posługiwał się przy tym koncepcjami algebraicznymi, analitycznymi i geometrycznymi.
Jego wczesne prace dotyczyły klasyfikacji rozmaitości. Opierając się na pracach Williama Browdera i Siergieja Nowikowa, opracował kilka genialnych technik rozwiązywania pojawiających się tu problemów. Kolejnym przełomowe wyniki dotyczą teorii homotopii (w szczególności tzw. rational homotopy theory), do której wprowadził i z powodzeniem stosował formy różniczkowe.
Sullivan z powodzeniem wykorzystuje także metody analityczne i geometryczne do badania dynamiki holomorficznej. Jednym z jego znaczących dokonań w tym obszarze jest potwierdzenie – po 60 latach – hipotezy Fatou, tzn. wykazanie, że odwzorowania wymierne nie mają dziedzin wędrujących.

## Wyróżnienia
Sullivan był wielokrotnie nagradzany. Oprócz Nagrody Abela (przyznanej mu za przełomowy wkład w szeroko rozumianą topologię, a w szczególności w jej aspekty algebraiczne, geometryczne i dynamiczne) otrzymał m.in.:
- 2014   Nagrodę Balzana w dziedzinie matematyki[8]
- 2010   Nagrodę Wolfa[9]
- 2006   Nagrodę Steele’a za całokształt osiągnięć[10]
- 1994   King Faisal International Prize in Science(inne języki)[5]
- 1981   Prix Élie-Cartan(inne języki)[1][11][4]
- 1971   Oswald Veblen Prize in Geometry(inne języki)[12]

W latach 1970 i 1986 był prelegentem sekcyjnym, a w roku 1974 plenarnym na Międzynarodowym Kongresie Matematyków.
Jest członkiem m.in. National Academy of Sciences of the United States (od 1983 roku) i American Academy of Arts and Sciences (od 1991 roku).
W 2004 roku z rąk prezydenta George'a W. Busha otrzymał National Medal of Science.

## Życie prywatne
Jego rodzicami byli Dennis Parnell Sullivan (syn Dennisa Parnella Sullivana) i Rita Jane Treend. Para miała dwóch synów (młodszy – Michael Francis zmarł w wieku 15 lat) i rozwiodła się w 1946 roku.
W 1963 roku Sullivan ożenił się po raz pierwszy – z Kathleen Rose McGuire. Jego obecna żona Moira Chas jest profesorem matematyki na Stony Brook University. Sullivan ma szóstkę dzieci, syn Michael jest profesorem matematyki w Southern Illinois University Carbondale.